# Bobby Rolofson
Robert Hayes Rolofson (16 gennaio 1968 – 16 gennaio 1984) è stato un attore statunitense.

## Biografia
Rolofson nacque il 16 gennaio 1968 nella Contea di Los Angeles, figlio di Robert Hayes Rolofson III e Laura Valentine.
Ha esordito come attore nel 1977 in un episodio della serie televisiva The New Mickey Mouse Club. Ha recitato in altre serie televisive come Lou Grant,  La casa nella prateria e CHiPs. Sul grande schermo Rolofson ha recitato in The Kid from Not-So-Big, La banda delle frittelle di mele colpisce ancora e Scavenger Hunt.
Il 16 gennaio 1984, giorno del suo sedicesimo compleanno, morì in un incidente motociclistico quando una motocicletta su cui viaggiava si è scontrata con un'auto.

## Filmografia

### Cinema
- The Kid from Not-So-Big, regia di Bill Crain (1978)
- Gli spostati di North Avenue (The North Avenue Irregulars), regia di Bruce Bilson (1979)
- La banda delle frittelle di mele colpisce ancora (The Apple Dumpling Gang Rides Again), regia di Vincent McEveety (1979)
- Scavenger Hunt, regia di Michael Schultz (1979)
- The Goosehill Gang and the Mystery of Howling Woods, regia di Stephen Erkel - cortometraggio (1980) Uscito in home video
- The Goosehill Gang and the Gold Rush Treasure Map, regia di Stephen Erkel - cortometraggio (1980) Uscito in home video
- Goosehill Gang and the Vanishing Schoolmate, regia di Stephen Erkel - cortometraggio (1980) Uscito in home video
- Goosehill Gang and the Mystery of the Treehouse Ghost, regia di Stephen Erkel - cortometraggio (1980) Uscito in home video
- Goosehill Gang and the Mysterious Strangers, regia di Stephen Erkel - cortometraggio (1980) Uscito in home video

### Televisione
- The New Mickey Mouse Club – serie TV, 1 episodio (1977)
- Lou Grant – serie TV, 1 episodio (1978)
- La casa nella prateria (Little House on the Prairie) - serie TV, episodio 5x22 (1979)
- CHiPs – serie TV, 2 episodi (1979)
- ABC Weekend Specials – serie TV, 1 episodio (1979)
- Joshua's World, regia di Peter Levin – film TV (1980)
- Doppia identità (Fugitive Family), regia di Paul Krasny – film TV (1980)
- L'ultima canzone (The Last Song), regia di Alan J. Levi – film TV (1980)
- Disneyland – serie TV, 2 episodi (1982) Filmati d'archivio

### Doppiatori
- The Stingiest Man in Town, regia di Jules Bass ed Arthur Rankin Jr. – film TV (1978)